# 라 바야데르
《라 바야데르》(La Bayadère)는 루드비히 밍쿠스의 음악에 맞춰 프랑스 안무가 마리우스 프티파에 의해 본래 4막 7장으로 공연된 발레 작품이다. 바야데르는 사원의 무희를 말한다. 이 작품은 특히 프리마 발레리라인 예카테리나 바젬(Yekaterina Vazem)의 자선 공연을 위하여 상연되었다. 러시아 황실 발레단(현 마린스키 발레단)이 상트 페테르부르크, 볼쇼이 극장에서 1877년 2월 4일에 초연하였다. 〈망령의 왕국〉이라고 불리는 이 작품의 한 장면은 모든 고전 발레에서 가장 유명한 부분 중에 하나이다.

## 줄거리

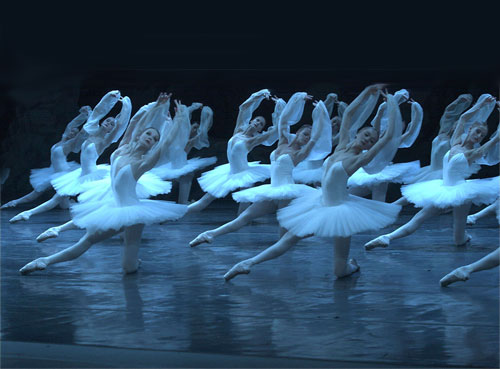
《라 바야데르》의 가장 유명한 부분인 〈망령의 왕국〉

《라 바야데르》는 서로에 대한 사랑을 맹세한 무희 니키아와 전사 솔로르에 대한 이야기이다. 니키아를 사랑하는 브라만은 니키아와 솔로르의 관계를 눈치챈다. 게다가 더그만타 국왕은 솔로르를 감자티와 결혼시킬 것을 결심한다. 아무것도 모르는 니키아는 솔로르와 감자티의 약혼식에서 춤을 출 것을 승낙한다.
솔로르를 죽이고 니키아를 차지하고자 브라만은 국왕에게 솔로르가 성스러운 불에 니키아에 대한 영원한 사랑을 맹세했다고 고한다. 브라만의 계획은 국왕이 정작 죽어야 할 사람은 니키아라고 정하자 뒤틀리고 만다. 국왕과 브라만의 대화를 엿들은 감자티는 니키아에게 돈을 주고 솔로를 포기하게 만들기 위하여 니키아를 궁으로 부른다. 둘의 경쟁심이 극에 달했을 때 니키아는 단검을 들어 감자티를 죽이려고 하고, 감자티의 시녀에 의해 아슬아슬하게 저지된다. 니키아는 자신이 한 일에 겁을 먹고 도망치고, 감자티는 아버지가 그랬듯이 니키아를 죽이기로 결심한다.
솔로르와 감자티의 약혼식에서 니키아는 침통하게 춤을 춘다. 니키아는 꽃 바구니를 받는데, 솔로르가 준 것이라고 생각하고 기쁨의 춤을 춘다. 그 바구니는 감자티가 니키아를 죽이기 위하여 뱀을 숨긴 것이었고, 니키아가 바구니를 꽉 쥐자 뱀이 나와 니키아의 목을 문다. 브라만은 니키아에게 해독제를 주지만 니키아는 솔로르가 없는 삶 대신 죽음을 택한다.
솔로르는 우울한 상태에서 아편을 흡입하고, 황홀함 속에서 망령의 왕국이라고 불리는 히말라야 산맥의 꼭대기에서 니키아의 영혼을 본다. 두 사람은 다른 무희들의 영혼 사이에서 화해한다. 솔로르가 깨어났을 때 감자티와의 결혼식이 준비된다. 결혼식이 열리는 사원에서 솔로르가 감자티와 춤을 출 때 니키아의 영혼이 솔로르에게 나타난다. 브라만이 솔로르와 감자티가 손을 잡게 했을 때 신이 사원을 파괴하여 니키아의 복수를 한다. 니키아와 솔로르의 영혼은 죽음과 영원한 사랑 속에서 다시 하나가 된다. (버전에 따라서 사원이 무너지지 않고, 솔로르의 환영에서 작품이 끝나기도 한다.)